# Eerste klasse 1907-08 (voetbal België)
Het seizoen 1907/08 van de Belgische Eerste Klasse was het dertiende officieel seizoen van de hoogste Belgische voetbalklasse. De officiële benaming destijds was Division d'Honneur of Eere Afdeeling. Het kampioenschap bestond uit één reeks met 10 ploegen.
Racing Club de Bruxelles behaalde na vier jaar nog eens een titel. Het werd de zesde en laatste uit de clubgeschiedenis.

## Gepromoveerde teams
Voor het seizoen was Beerschot AC gepromoveerd uit Tweede Klasse, waar de ploeg kampioen was geworden..

## Degraderende teams
Na het seizoen zakte geen enkele club. Alle teams zouden in de ereafdeling blijven volgend seizoen, die dan nog uitgebreid zou worden door promoveren van enkele nieuwe clubs.

## Clubs
Volgende tien clubs speelden in 1907/08 in Eerste Klasse. De nummers komen overeen met de plaats in de eindrangschikking:
| # kaart | Stam- nummer | Club                      | Plaats              | Stadion                                                         | # seiz. 1e klasse |
| ------- | ------------ | ------------------------- | ------------------- | --------------------------------------------------------------- | ----------------- |
| 1       | 6            | Racing Club de Bruxelles  | Ukkel               | Stade du Vivier d'Oie (nr 10 op kaartje)                        | 13e               |
| 2       | 10           | Union Saint-Gilloise      | Ukkel               | terrein Kersbergstraat (tegenwoordig Alphonse Asselbergsstraat) | 7e                |
| 3       | 3            | FC Brugeois               | Brugge              | "Het Ratteplein" in de Sint-Baafs-wijk                          | 11e               |
| 4       | 13           | Beerschot AC              | Antwerpen           | terrein op het Kiel                                             | 7e                |
| 5       | 2            | Daring Club de Bruxelles  | Sint-Jans-Molenbeek | terrein aan de Jetse Steenweg 501                               | 5e                |
| 6       | 1            | Antwerp FC                | Antwerpen           | terrein aan de Broodstraat op het Kiel                          | 12e               |
| 7       | 4            | FC Liégeois               | Luik                | terrein op het Champ d'Oiseaux in de wijk Cointe                | 13e               |
| 8       | 19           | SC Courtraisien           | Kortrijk            | ?                                                               | 2e                |
| 9       | 5            | Léopold Club de Bruxelles | Ukkel               | Brugmanpark (nr 23 op kaartje)                                  | 13e               |
| 10      | 12           | CS Brugeois               | Brugge              | terrein vlak bij de Smedenpoort                                 | 9e                |

## Eindstand
|   |    |                           | P  | W  | G | V  | +  | -  | DS  | Ptn |
| - | -- | ------------------------- | -- | -- | - | -- | -- | -- | --- | --- |
| K | 1  | Racing Club de Bruxelles  | 18 | 17 | 1 | 0  | 73 | 12 | 61  | 35  |
|   | 2  | Union Saint-Gilloise      | 18 | 15 | 0 | 3  | 68 | 17 | 51  | 30  |
|   | 3  | FC Brugeois               | 18 | 13 | 2 | 3  | 58 | 26 | 32  | 28  |
|   | 4  | Beerschot AC              | 18 | 9  | 1 | 8  | 41 | 45 | -4  | 19  |
|   | 5  | Daring Club de Bruxelles  | 18 | 9  | 0 | 9  | 58 | 36 | 22  | 18  |
|   | 6  | Antwerp FC                | 18 | 8  | 2 | 8  | 30 | 42 | -12 | 18  |
|   | 7  | FC Liégeois               | 18 | 3  | 3 | 12 | 25 | 57 | -32 | 9   |
|   | 8  | SC Courtraisien           | 18 | 3  | 3 | 12 | 29 | 69 | -40 | 9   |
|   | 9  | Léopold Club de Bruxelles | 18 | 2  | 4 | 12 | 26 | 70 | -44 | 8   |
|   | 10 | CS Brugeois               | 18 | 2  | 2 | 14 | 23 | 57 | -34 | 6   |

P: wedstrijden gespeeld, W: wedstrijden gewonnen, G: gelijke spelen, V: wedstrijden verloren, +: gescoorde doelpunten, -: doelpunten tegen, DS: doelsaldo, Ptn: totaal punten
K: Kampioen

## Uitslagentabel
|                           |     | ANT  | BEE | CSB | FCB | KOR | DAR | LEO   | RCB   | USG | LUI |
| Antwerp FC                | ANT | X    | 2-4 | 0-3 | 1-1 | 3-3 | 3-2 | 2-1   | 1-6   | 1-3 | 5-0 |
| Beerschot AC              | BEE | 0-3  | X   | 1-0 | 1-4 | 9-0 | 3-2 | 3-1   | 0-3   | 0-7 | 0-1 |
| CS Brugeois               | CSB | 0-1  | 2-4 | X   | 1-2 | 5-3 | 1-7 | 5-5   | 0-2   | 0-7 | 1-1 |
| FC Brugeois               | FCB | 2-1  | 8-1 | 4-0 | X   | 5-0 | 2-1 | 10-1  | 0-0   | 2-4 | 5-2 |
| SC Courtraisien           | KOR | 0-2  | 2-3 | 3-1 | 1-6 | X   | 1-4 | 1-1   | 3-6   | 1-5 | 4-0 |
| Daring Club de Bruxelles  | DAR | 4-0  | 1-3 | 4-0 | 2-3 | 6-0 | X   | 6-1   | 0-2   | 2-0 | 7-1 |
| Léopold Club de Bruxelles | LEO | 1-2  | 2-6 | 3-1 | 0-3 | 2-2 | 1-7 | X     | 1-3   | 1-3 | 1-1 |
| Racing Club de Bruxelles  | RCB | 10-0 | 3-2 | 4-0 | 5-0 | 3-1 | 5-1 | 5-0ff | X     | 3-1 | 4-1 |
| Union Saint-Gilloise      | USG | 3-1  | 3-0 | 2-0 | 5-1 | 5-0 | 4-0 | 8-0   | 0-5ff | X   | 6-0 |
| FC Liégeois               | LUI | 2-3  | 1-1 | 4-2 | 1-2 | 3-4 | 4-2 | 2-3   | 1-4   | 0-3 | X   |

## Topscorer
| Scorer            | Goals | Team                     | Land   |
| ----------------- | ----- | ------------------------ | ------ |
| Maurice Vertongen | 23    | Racing Club de Bruxelles | België |

1895/96 · 1896/97 · 1897/98 · 1898/99 · 1899/00 · 1900/01 · 1901/02 · 1902/03 · 1903/04 · 1904/05 · 1905/06 · 1906/07 · 1907/08 · 1908/09 · 1909/10 · 1910/11 · 1911/12 · 1912/13 · 1913/14 · 1914/15 · 1915/16 · 1916/17 · 1917/18 · 1918/19 · 
1919/20 · 1920/21 · 1921/22 · 1922/23 · 1923/24 · 1924/25 · 1925/26 · 1926/27 · 1927/28 · 1928/29 · 1929/30 · 1930/31 · 1931/32 · 1932/33 · 1933/34 · 1934/35 · 1935/36 · 1936/37 · 1937/38 · 1938/39 · 1939/40 · 1940/41 · 1941/42 · 1942/43 · 1943/44 · 1944/45 · 1945/46 · 1946/47 · 1947/48 · 1948/49 · 1949/50 · 1950/51 · 1951/52 · 1952/53 · 1953/54 · 1954/55 · 1955/56 · 1956/57 · 1957/58 · 1958/59 · 1959/60 · 1960/61 · 1961/62 · 1962/63 · 1963/64 · 1964/65 · 1965/66 · 1966/67 · 1967/68 · 1968/69 · 1969/70 · 1970/71 · 1971/72 · 1972/73 · 1973/74 · 1974/75 · 1975/76 · 1976/77 · 1977/78 · 1978/79 · 1979/80 · 1980/81 · 1981/82 · 1982/83 · 1983/84 · 1984/85 · 1985/86 · 1986/87 · 1987/88 · 1988/89 · 1989/90 · 1990/91 · 1991/92 · 1992/93 · 1993/94 · 1994/95 · 1995/96 · 1996/97 · 1997/98 · 1998/99 · 1999/00 · 2000/01 · 2001/02 · 2002/03 · 2003/04 · 2004/05 · 2005/06 · 2006/07 · 2007/08 · 2008/09 · 2009/10 · 2010/11 · 2011/12 · 2012/13 · 2013/14 · 2014/15 · 2015/16 · 2016/17 · 2017/18 · 2018/19 · 2019/20 · 2020/21· 2021/22 · 2022/23 · 2023/24 · 2024/25